# Rudolf von Bönninghausen (Landrat, 1834)
Rudolf Arnold Hubert Freiherr von Bönninghausen (* 23. März 1834 in Coesfeld; † 22. September 1916 auf Haus Bönninghausen) war ein preußischer Offizier, Bürgermeister und Landrat.

## Leben
Der Katholik Rudolf von Bönninghausen war ein Sohn des preußischen Oberförsters Clemens Freiherr von Bönninghausen (* 1793; † 1871) und dessen Ehefrau Klara von Bönninghausen, geborene Rottmann (* 1798; † 1854). Rudolf hatte mehrere Geschwister.
Nach dem Besuch eines Gymnasiums in Coesfeld, von dem er 1852 mit der Reifeprüfung abging, trat von Bönninghausen am 1. Oktober 1852 als Avantageur in das 2. westfälische Infanterie-Regiment Nr. 15 ein, dort wurde er auch am 9. November 1854 zum Leutnant ernannt. Anfang 1857 schied er aus dem aktiven Dienst.
Mit Verfügung vom 14. Dezember 1857 zum 30. Dezember kommissarisch bis auf weiteres als Bürgermeister des Amtes Lank ernannt, verblieb er 20 Jahre in dieser Stellung, bis zu seiner ebenfalls zunächst kommissarisch erfolgten Berufung als Landrat des Kreises Kempen am 9. Mai 1877. Nach Ablegung der erforderlichen Eignungsprüfung als Landrat am 18. Juli folgte am 11. August seine definitive Bestallung. Von höchster Stelle am 18. Dezember 1893 mit der Charakterisierung als Geheimer Regierungsrat ausgezeichnet, trat er zum 1. Oktober 1903 in den Ruhestand, nachdem er bereits seit dem 1. Juli beurlaubt war. Zu seinem Austritt aus dem Staatsdienst wurde von Bönninghausen der Königliche Kronen-Orden II. Klasse verliehen.
Überliefert ist als kleiner Grundbesitz der Dommeshof im Landkreis Krefeld, 49 ha. Er hörte somit zum grundgesessenen Adel der preußischen Rheinprovinz.

## Familie
Rudolf von Bönninghausen heiratete am 21. September 1858 auf Gut Hübsch bei Bislich Johanna Schmitz-Hübsch (geboren am 1. Juli 1833 in Ringenberg; gestorben am 24. Dezember 1913 auf Haus Bönninghausen), Tochter des Ökonomierats und Fideikommissbesitzers Johann Anton Schmitz-Hübsch und dessen Ehefrau Maria Agnes Schmitz-Hübsch, geborene Buscher. Ein ältester gemeinsamer Sohn war der spätere Landrat des Landkreises Gladbach, Rudolf von Bönninghausen. Ihre älteste Tochter war Clara. Die weiteren Kinder waren u. a. Hermann von Bönninghausen, der später den Besitz Haus Bönninghausen erbte. Der Landwirt Curt von Bönninghausen, ausgestattet mit Gutsbesitz in Dudel, südöstlich von Berlin, ist ein Enkel; ebenso Albert von Bönninghausen, Jurist und Bürgermeister von Korschenbroich.

## Genealogie
- Herrmann A. L. Degener (Hrsg.): Wer ist`s?. Unsere Zeitgenossen. Selbstverlag, Leipzig 1905,  S. 80.
- Gothaisches Genealogisches Taschenbuch der Adeligen Häuser. Zugleich Adelsmatrikel. Teil B (Briefadel). 1932. 24. Jahrgang, Justus Perthes, Gotha 1931, S. 49 f. Siehe: FamilySearch (Kostenfrei).
- Gothaisches Genealogisches Taschenbuch der Adeligen Häuser. Zugleich Adelsmatrikel der D.A.G. Teil B. 1936. 28. Jahrgang, Justus Perthes, Gotha 1935, S. 80 f. Siehe: FamilySearch (Kostenfrei).

## Weblink
- Dienstauffassung des preußischen Landrates Rudolf A. H., Heimatbuch des Landkreises Kempen-Krefeld. 1967 (heimatkreis-lank.de [PDF; abgerufen am 25. September 2021]).